# 언어교육원
언어교육원(言語敎育院)은 언어를 중심적으로 배우는 교육원으로, 대한민국에는 연세대학교 한국어학당 , 명지대학교 한국어학당 , 서울대학교 한국어교육원 , 서강대학교 한국어교육원 및 부산외국어대학교 등에 존재한다.